# Масуле
Масуле́ (тал. Musla,перс. ماسوله‎) — деревня на северо-западе Ирана, в провинции Гилян.
Деревня была основана в X веке и населена в основном талышами. Население — ок. 800 человек. Масуле расположена в северном Эльбурсе неподалёку от шоссе Решт-Зенджан, в 50 км от берега Каспийского моря. Климат — влажный, частые туманы. Уникальная планировка (перепад высоты в пределах деревни — больше 100 метров, крыши домов составляют улицы) делает Масуле популярным у туристов.
Деревня Масуле предложена Ираном для включения в список Всемирного наследия.